# WTA Finals 2023
|                                                                   |  |  |
| Winnaressen in het dubbelspel, Laura Siegemund en Vera Zvonarjova |  |  |

Het eindejaarstoernooi WTA Finals van 2023 werd gespeeld van zondag 29 oktober tot en met maandag 6 november 2023. Het tennistoernooi vond plaats in de Mexicaanse stad Cancún. Het was de 52e editie van het toernooi. Er werd gespeeld op een hardcourtbuitenbaan bij het Paradisus hotel.
Dit toernooi werd in 2021 voor het laatst in Mexico gehouden. Het in 2019 aangevangen contract met de Chinese stad Shenzhen werd net als vorig jaar weer op de lange baan geschoven.
Op grond van een beslissing van de gezamenlijke internationale tennisbonden speelden deelneemsters uit Rusland en Wit-Rusland zonder hun nationale kenmerken.
Net als de vorige editie werd het enkelspeltoernooi gespeeld met acht deelnemers, en het dubbelspeltoernooi met acht koppels. In het enkelspeltoernooi wordt sinds 2003 gestart met een groepsfase – in het dubbelspel gebeurde dat pas in 2019 voor het eerst.
Twee speelsters namen zowel aan het enkel- als aan het dubbelspeltoernooi deel: het Amerikaanse koppel Cori Gauff en Jessica Pegula. Barbora Krejčíková, die samen met Kateřina Siniaková deelnam aan het dubbelspeltoernooi, zat bij het enkelspel op de reservebank – zij hoefde daar niet in actie te komen.
De winnares in het enkelspel kon minimaal $ 2.682.000 winnen (als zij de groepsfase met één zege zou doorkomen) en maximaal $ 3.078.000 (als zij ongeslagen kampioen zou worden). De winnaressen van het dubbelspel konden gezamenlijk minimaal $ 585.000 en maximaal $ 657.000 opstrijken – in verband met één verloren groepswedstrijd wonnen zij $ 621.000.

## Toernooi-omstandigheden
Er was veel kritiek op deze editie. Deelneemsters klaagden over de slechte omstandigheden waaronder het toernooi plaatsvond. De wedstrijden werden buiten gespeeld in het regenseizoen, waardoor veel partijen moesten worden uitgesteld en de finales moesten worden verplaatst naar de maandagavond. Ook waren de speelsters niet tevreden over de baan waarop zij speelden. Dit was veroorzaakt doordat Cancún het toernooi pas twee maanden van tevoren toegewezen kreeg. Hierdoor had de organisatie onvoldoende tijd om voor een goede baan te zorgen. De oorspronkelijk voorziene binnenbaan in Cancún had een te laag plafond. Daarom werd op korte termijn een tijdelijk stadion aangelegd op de golfbaan van het hotel. De coach van Sabalenka, Anton Dubrov, zei op de tweede speeldag dat de baan aanvoelt alsof er hier en daar gaten onder het oppervlak zitten. Door het onvoorspelbare gedrag van de baan wisten de speelsters niet hoe de bal zou gaan opstuiten. Ook durfden zij niet vrijelijk te lopen uit angst geblesseerd te raken.

## Toernooisamenvatting
Enkelspel
De Franse titelhoudster Caroline Garcia had zich niet weten te kwalificeren voor deelname aan deze editie.
Het eerste reekshoofd, Aryna Sabalenka, bereikte de halve finale, die zij verloor van de Poolse Iga Świątek. 
De als tweede geplaatste Poolse Iga Świątek won het toernooi. In de finale versloeg zij het vijfde reekshoofd, Jessica Pegula, in twee sets. Świątek wist voor het eerst in haar loopbaan het eindejaarstoernooi op haar naam te schrijven. Het was haar zeventiende WTA-titel, de zesde van dat jaar. Zij won US$ 3.078.000 prijzengeld op dit toernooi.
Door haar winst veroverde Świątek de eerste plaats van de wereldranglijst terug op Sabalenka, die deze positie acht weken had bekleed.
Dubbelspel
Van de titelhoudsters Veronika Koedermetova en Elise Mertens had de eerste zich niet voor deze editie van het toernooi gekwalificeerd. Mertens was met de Australische Storm Hunter als tweede geplaatst – zij bereikten de halve finale, die zij verloren van de latere winnaressen.
De Nederlandse Demi Schuurs speelde samen met Desirae Krawczyk uit de Verenigde Staten, met wie zij het vijfde reekshoofd vormde – zij overleefden de groepsfase niet.
Het als zesde geplaatste koppel Laura Siegemund en Vera Zvonarjova won het toernooi. In de finale versloegen zij het als achtste geplaatste duo Nicole Melichar-Martinez en Ellen Perez in twee sets. Het was hun zevende gezamenlijke titel. De Duitse Siegemund had daarnaast zeven eerdere dubbelspeltitels met andere partners; de onder neutrale vlag spelende Zvonarjova elf.

## Enkelspel
Dit toernooi was gepland van zondag 29 oktober tot en met zondag 5 november 2023, met de groepsfase uitgespreid over zes dagen (29 oktober–3 november), de halve finales op 4 november en de finale op 5 november. Door regen werden de halve finales op 4 en 5 november gespeeld en de finale op maandag 6 november.
De acht deelneemsters vertegenwoordigden zeven verschillende landen: Griekenland, Kazachstan, Polen, Tsjechië, Tunesië, Verenigde Staten (2x) en een anoniem land.

### Deelnemende speelsters
- Ranglijst "Race to the WTA Finals" per 23 oktober 2023.

| Nr. | Speelster           | Rang | Groep† | Resultaat    | Verloor van                 |
| --- | ------------------- | ---- | ------ | ------------ | --------------------------- |
| 1.  | Aryna Sabalenka     | 1    | B      | halve finale | Iga Świątek                 |
| 2.  | Iga Świątek         | 2    | C      | winnares     | winnares                    |
| 3.  | Cori Gauff          | 3    | C      | halve finale | Jessica Pegula              |
| 4.  | Jelena Rybakina     | 4    | B      | groepsfase   | Pegula, Sabalenka           |
| 5.  | Jessica Pegula      | 5    | B      | finale       | Iga Świątek                 |
| 6.  | Ons Jabeur          | 6    | C      | groepsfase   | Gauff, Świątek              |
| 7.  | Markéta Vondroušová | 7    | C      | groepsfase   | Świątek, Jabeur, Gauff      |
| 8.  | Maria Sakkari       | 9    | B      | groepsfase   | Sabalenka, Rybakina, Pegula |

Zes speelsters namen al eerder deel aan de WTA Finals: Iga Świątek (2x),
Maria Sakkari (2x), Aryna Sabalenka (2x), Cori Gauff (1x), Jessica Pegula (1x)
en Ons Jabeur (1x).
Debutantes waren Jelena Rybakina en Markéta Vondroušová.
Karolína Muchová (8) had zich gekwalificeerd, maar zij meldde zich af wegens
een polsblessure.
Op de reservebank zat Barbora Krejčíková (10) – zij hoefde niet in actie te komen.

### Prijzengeld en WTA-punten
| Resultaat                | Prijzengeld      | WTA-punten |
| ------------------------ | ---------------- | ---------- |
| winnares                 | R1 + $ 2.286.000 | R1 + 750   |
| finale                   | R1 + $ 810.000   | R1 + 330   |
| halve finale             | R1 + $ 54.000    | R1         |
| eerste ronde (3/3 zeges) | $ 792.000        | 750        |
| eerste ronde (2/3 zeges) | $ 594.000        | 625        |
| eerste ronde (1/3 zege)  | $ 396.000        | 500        |
| eerste ronde (0/3 zeges) | $ 198.000        | 375        |

- R1 = de opbrengst van de eerste ronde (groeps-
wedstrijden).
- Haar foutloos parcours leverde de winnares US$ 3.078.000
en 1500 punten op.

### Halve finale en finale
|  | halve finale | halve finale   | halve finale | halve finale | halve finale |                 |                | finale | finale | finale | finale | finale |
|  |              |                |              |              |              |                 |                |        |        |        |        |        |
|  | 5            | Jessica Pegula | 6            | 6            |              |                 |                |        |        |        |        |        |
|  | 3            | Cori Gauff     | 2            | 1            |              |                 |                |        |        |        |        |        |
|  | 3            | Cori Gauff     | 2            | 1            |              | 5               | Jessica Pegula | 1      | 0      |        |        |        |
|  |              |                |              |              |              | 5               | Jessica Pegula | 1      | 0      |        |        |        |
|  |              | 2              | Iga Świątek  | 6            | 6            |                 |                |        |        |        |        |        |
|  | 1            | 2              | Iga Świątek  | 6            | 6            | Aryna Sabalenka | 3              | 2      |        |        |        |        |
|  | 1            |                |              |              |              | Aryna Sabalenka | 3              | 2      |        |        |        |        |
|  | 2            | Iga Świątek    | 6            | 6            |              |                 |                |        |        |        |        |        |

| Legenda | Legenda                  |
| ------- | ------------------------ |
| Q       | Qualifier                |
| WC      | Deelname via wildcard    |
| LL      | Lucky Loser              |
| r       | Opgave / trok zich terug |
| w/o     | Walk-over                |
| Alt     | Invaller, Alternate      |
| SE      | Special Exempt           |
| PR      | Protected Ranking        |
| d       | Diskwalificatie          |

### Groepswedstrijden

#### Groep Bacalar
Resultaten
| wedstrijd           | wedstrijd | wedstrijd           | score         |
| ------------------- | --------- | ------------------- | ------------- |
| Jessica Pegula (5)  | –         | Jelena Rybakina (4) | 7-5, 6-2      |
| Aryna Sabalenka (1) | –         | Maria Sakkari (8)   | 6-0, 6-1      |
| Jessica Pegula (5)  | –         | Aryna Sabalenka (1) | 6-4, 6-3      |
| Jelena Rybakina (4) | –         | Maria Sakkari (8)   | 6-0, 6-7, 7-0 |
| Jessica Pegula (5)  | –         | Maria Sakkari (8)   | 6-3, 6-2      |
| Aryna Sabalenka (1) | –         | Jelena Rybakina (4) | 6-2, 3-6, 6-3 |

Klassement
| nr. | speelster           | partijen w-v | sets w-v | games w-v |
| --- | ------------------- | ------------ | -------- | --------- |
| 1.  | Jessica Pegula (5)  | 3-0          | 6-0      | 37-19     |
| 2.  | Aryna Sabalenka (1) | 2-1          | 4-3      | 34-24     |
| 3.  | Jelena Rybakina (4) | 1-2          | 3-5      | 37-41     |
| 4.  | Maria Sakkari (8)   | 0-3          | 1-6      | 19-43     |

#### Groep Chetumal
Resultaten
| wedstrijd       | wedstrijd | wedstrijd               | score         |
| --------------- | --------- | ----------------------- | ------------- |
| Iga Świątek (2) | –         | Markéta Vondroušová (7) | 7-6, 6-0      |
| Cori Gauff (3)  | –         | Ons Jabeur (6)          | 6-0, 6-1      |
| Iga Świątek (2) | –         | Cori Gauff (3)          | 6-0, 7-5      |
| Ons Jabeur (6)  | –         | Markéta Vondroušová (7) | 6-4, 6-3      |
| Cori Gauff (3)  | –         | Markéta Vondroušová (7) | 5-7, 7-6, 6-3 |
| Iga Świątek (2) | –         | Ons Jabeur (6)          | 6-1, 6-2      |

Klassement
| nr. | speelster               | partijen w-v | sets w-v | games w-v |
| --- | ----------------------- | ------------ | -------- | --------- |
| 1.  | Iga Świątek (2)         | 3-0          | 6-0      | 38-14     |
| 2.  | Cori Gauff (3)          | 2-1          | 4-3      | 35-30     |
| 3.  | Ons Jabeur (6)          | 1-2          | 2-4      | 16-31     |
| 4.  | Markéta Vondroušová (7) | 0-3          | 1-6      | 29-43     |

## Dubbelspel
Groepsfase van zondag 29 oktober gepland tot en met vrijdag 3 november, halve finales op zaterdag 4 november en de finale op zondag 5 november. Door regen liep de groepsfase uit tot zondag, waarna de halve finales nog diezelfde dag werden gespeeld. De finale vond plaats op maandag 6 november.

### Deelnemende teams
- Ranglijstpunten "Race to the WTA Finals" per 23 oktober 2023.

| Nr. | Team                                  | Punten | Groep† | Resultaat    | Verloren van                                                     |
| --- | ------------------------------------- | ------ | ------ | ------------ | ---------------------------------------------------------------- |
| 1.  | Cori Gauff Jessica Pegula             | 5565   | Mh     | groepsfase   | Dabrowski/Routliffe, Krejčíková/ Siniaková, Siegemund/Zvonarjova |
| 2.  | Storm Hunter Elise Mertens            | 5130   | MK     | halve finale | Laura Siegemund Vera Zvonarjova                                  |
| 3.  | Shuko Aoyama Ena Shibahara            | 3790   | MK     | groepsfase   | Hunter/Mertens, Melichar-Martinez/Perez                          |
| 4.  | Barbora Krejčíková Kateřina Siniaková | 3785   | Mh     | groepsfase   | Siegemund/Zvonarjova, Dabrowski/Routliffe                        |
| 5.  | Desirae Krawczyk Demi Schuurs         | 3570   | MK     | groepsfase   | Aoyama/Shibahara, Hunter/Mertens, Melichar-Martinez/Perez        |
| 6.  | Laura Siegemund Vera Zvonarjova       | 3405   | Mh     | winnaressen  | winnaressen                                                      |
| 7.  | Gabriela Dabrowski Erin Routliffe     | 3386   | Mh     | halve finale | Nicole Melichar-Martinez Ellen Perez                             |
| 8.  | Nicole Melichar-Martinez Ellen Perez  | 3325   | MK     | finale       | Laura Siegemund Vera Zvonarjova                                  |

### Prijzengeld en WTA-punten
| Resultaat                | Prijzengeld (per team) | WTA- punten |
| ------------------------ | ---------------------- | ----------- |
| winnaressen              | R1 + $ 459.000         | R1 + 750    |
| finale                   | R1 + $ 153.000         | R1 + 330    |
| halve finale             | R1 + $ 9.000           | R1          |
| eerste ronde (3/3 zeges) | $ 198.000              | 750         |
| eerste ronde (2/3 zeges) | $ 162.000              | 625         |
| eerste ronde (1/3 zege)  | $ 126.000              | 500         |
| eerste ronde (0/3 zeges) | $ 90.000               | 375         |

- R1 = de opbrengst van de eerste ronde
(groepswedstrijden).
- Een foutloos parcours zou het winnende koppel
US$ 657.000 en 1500 punten opgeleverd hebben.

### Halve finale en finale
|  | halve finale | halve finale                         | halve finale                    | halve finale | halve finale |                                 |   | finale                               | finale | finale | finale | finale |
|  |              |                                      |                                 |              |              |                                 |   |                                      |        |        |        |        |
|  | 7            | Gabriela Dabrowski Erin Routliffe    | 1                               | 7            | [6]          |                                 |   |                                      |        |        |        |        |
|  | 8            | Nicole Melichar-Martinez Ellen Perez | 6                               | 61           | [10]         |                                 |   |                                      |        |        |        |        |
|  | 8            | Nicole Melichar-Martinez Ellen Perez | 6                               | 61           | [10]         |                                 | 8 | Nicole Melichar-Martinez Ellen Perez | 4      | 4      |        |        |
|  |              |                                      |                                 |              |              |                                 | 8 | Nicole Melichar-Martinez Ellen Perez | 4      | 4      |        |        |
|  |              | 6                                    | Laura Siegemund Vera Zvonarjova | 6            | 6            |                                 |   |                                      |        |        |        |        |
|  | 6            | 6                                    | Laura Siegemund Vera Zvonarjova | 6            | 6            | Laura Siegemund Vera Zvonarjova | 3 | 6                                    | [10]   |        |        |        |
|  | 6            |                                      |                                 |              |              | Laura Siegemund Vera Zvonarjova | 3 | 6                                    | [10]   |        |        |        |
|  | 2            | Storm Hunter Elise Mertens           | 6                               | 3            | [5]          |                                 |   |                                      |        |        |        |        |

| Legenda | Legenda                  |
| ------- | ------------------------ |
| Q       | Qualifier                |
| WC      | Deelname via wildcard    |
| LL      | Lucky Loser              |
| r       | Opgave / trok zich terug |
| w/o     | Walk-over                |
| Alt     | Invaller, Alternate      |
| SE      | Special Exempt           |
| PR      | Protected Ranking        |
| d       | Diskwalificatie          |

### Groepswedstrijden

#### Groep Mahahual
Resultaten
| wedstrijd                                 | wedstrijd | wedstrijd                                 | score            |
| ----------------------------------------- | --------- | ----------------------------------------- | ---------------- |
| Gabriela Dabrowski Erin Routliffe (7)     | –         | Cori Gauff Jessica Pegula (1)             | 7-6, 6-3         |
| Laura Siegemund Vera Zvonarjova (6)       | –         | Barbora Krejčíková Kateřina Siniaková (4) | 6-3, 6-7, [10-5] |
| Gabriela Dabrowski Erin Routliffe (7)     | –         | Laura Siegemund Vera Zvonarjova (6)       | 6-4, 6-2         |
| Barbora Krejčíková Kateřina Siniaková (4) | –         | Cori Gauff Jessica Pegula (1)             | 3-6, 7-5, [10-6] |
| Gabriela Dabrowski Erin Routliffe (7)     | –         | Barbora Krejčíková Kateřina Siniaková (4) | 6-4, 7-5         |
| Laura Siegemund Vera Zvonarjova (6)       | –         | Cori Gauff Jessica Pegula (1)             | 3-6, 6-4, [10-8] |

Klassement
| nr. | team                                      | partijen w-v | sets w-v | games w-v |
| --- | ----------------------------------------- | ------------ | -------- | --------- |
| 1.  | Gabriela Dabrowski Erin Routliffe (7)     | 3-0          | 6-0      | 38-24     |
| 2.  | Laura Siegemund Vera Zvonarjova (6)       | 2-1          | 4-4      | 29-32     |
| 3.  | Barbora Krejčíková Kateřina Siniaková (4) | 1-2          | 3-5      | 30-37     |
| 4.  | Cori Gauff Jessica Pegula (1)             | 0-3          | 2-6      | 30-34     |

#### Groep Maya Ka'an
Resultaten
| wedstrijd                                | wedstrijd | wedstrijd                                | score            |
| ---------------------------------------- | --------- | ---------------------------------------- | ---------------- |
| Shuko Aoyama Ena Shibahara (3)           | –         | Desirae Krawczyk Demi Schuurs (5)        | 7-5, 6-2         |
| Storm Hunter Elise Mertens (2)           | –         | Shuko Aoyama Ena Shibahara (3)           | 6-4, 6-2         |
| Storm Hunter Elise Mertens (2)           | –         | Nicole Melichar-Martinez Ellen Perez (8) | 7-5, 6-4         |
| Nicole Melichar-Martinez Ellen Perez (8) | –         | Shuko Aoyama Ena Shibahara (3)           | 4-6, 6-2, [10-6] |
| Storm Hunter Elise Mertens (2)           | –         | Desirae Krawczyk Demi Schuurs (5)        | 6-2, 6-3         |
| Nicole Melichar-Martinez Ellen Perez (8) | –         | Desirae Krawczyk Demi Schuurs (5)        | 6-2, 7-5         |

Klassement
| nr. | team                                     | partijen w-v | sets w-v | games w-v |
| --- | ---------------------------------------- | ------------ | -------- | --------- |
| 1.  | Storm Hunter Elise Mertens (2)           | 3-0          | 6-0      | 37-20     |
| 2.  | Nicole Melichar-Martinez Ellen Perez (8) | 2-1          | 4-3      | 33-28     |
| 3.  | Shuko Aoyama Ena Shibahara (3)           | 1-2          | 3-4      | 27-30     |
| 4.  | Desirae Krawczyk Demi Schuurs (5)        | 0-3          | 0-6      | 19-38     |